# El Punxó
El Punxó és una muntanya de 2.580,1 metres d'altitud situada al sud-oest del Massís del Carlit, al límit entre els termes comunals d'Enveig, Porta i Portè, tots tres de l'Alta Cerdanya, a la Catalunya del Nord.
Està situat a l'extrem nord-oest del terme d'Enveig, al nord-est del de Porta, i al sud del de Portè, a l'extrem de ponent de la Serra del Bac d'Hortell. També es troba al nord del Pic de Comau i del Coll de l'Home Mort i al nord-oest del Pic Pedrós. En els seus vessants septentrionals s'estén el Bosc Comunal de Portè.
Aquest cim està inclòs al llistat dels 100 cims de la FEEC
És destí freqüent de moltes de les rutes d'excursionisme del sud del Massís del Carlit.